# Троянівський район
Троянівський район — адміністративно-територіальна одиниця УРСР, що існувала з 1923 по 1962 роки в складі Волинської округи, УСРР, Київської (1932—1937) та Житомирської (1937—1957) областей. Районний центр — село Троянів.

## Історія та адміністративний устрій
Район було утворено 7 березня 1923 року у складі Житомирської округи Волинської губернії. До складу увійшли 27 сільських рад колишніх Троянівської (Альбінівська, Березівська, Буківська, Василівська, Високопічська, Врангелівська, Гайківська, Дворецька, Денишівська, Желізняківська, Корчаківська, Кощівська, Руднє-Городищенська, Сінгурівська, Старошийківська, Троянівська, Улянівська, Чорнодубська, Шумська, Янушевицька сільські ради) та П'ятківської (Глибоцька, Пилипівська, П'ятківська, Руднянська, Слободищенська, Соснівська, Швайківська сільські ради) волостей Житомирського повіту.
16 червня 1925 року Пилипівську, П'ятківську та Соснівську сільські ради було передано до складу Чуднівського району, Слободищенську та Швайківську — до складу Бердичівського району; до складу району було включено Великотатаринівську сільську раду ліквідованого Коднянського району. 1 вересня 1925 року Улянівську сільську раду було передано до складу Довбишського району. 23 вересня 1925 року до складу району включено Псищенську сільську раду Левківського району, Березівську та Василівську сільські ради передано до складу Пулинського району. 28 вересня 1925 року до складу району було включено Барашівську сільську раду Іванківського району.
2 вересня 1930 року було скасовано поділ УРСР на округи, через що, від 15 вересня 1930 року, Троянівський район, як і решта окремих адміністративних одиниць, перейшов у безпосереднє підпорядкування до республіканського центру.
Відповідно до постанови ВУЦВК від 3 вересня 1930 року, до складу району включено Закусилівську, Коднянську, Ліщинську, Лукську, Млинищенську, Розкопаномогильську, Тулинську та Янковецьку сільські ради ліквідованого Іванківського району; передано до складу приміської смуги Житомирської міської ради Альбінівську, Богунську, Псищенську, Сінгурську та Янушевицьку сільські ради. Туди ж відішли 14 листопада 1935 року Буківська, Високопічська, Корчацька та Старошийківська сільські ради, 20 червня 1937 року — Ново-Руднянська сільська рада.
9 лютого 1932 року район увійшов до складу новоствореної Київської області.
У 1932–1933 роках район постраждав від Голодомору. Тоді, у травні 1933 року, на території Троянівського району голодувало близько 5000 осіб, з них 2250 колгоспників і 2750 одноосібників, у тому числі 500 дітей.
13 лютого 1935 року до складу району було повернуто Соснівську сільську раду Чуднівського району. 29 квітня 1936 року район було включено до складу Житомирського округу Київської області. З 22 вересня 1937 року став частиною новоутвореної Житомирської області.
В 1941-43 роках територія району входила до складу гебітскомісаріату Житомир Генеральної округи Житомир. Було утворено Вертокиївську, Головенківську, Крутівську, Леонівську, Ляховецьку та Ружківську сільські управи.
Станом на 1 вересня 1946 року складався із 19 сільських рад, до складу яких входило 30 населених пунктів — 25 сіл та 5 хуторів. Сільські ради: Волицька, Гайська, Глибочанська, Городищенська, Двірецька, Закусилівська, Залізнянська, Іванківська, Коднянська, Ліщинська, Луківська, Млинищівська, Озерянківська, Розкопано-Могильська, Руднє-Городищенська, Соснівська, Троянівська, Тулинська та Шумська.
З 11 серпня 1954 року кількість сільських рад було скорочено до 13 — ліквідовано Волицьку, Городищенську, Закусилівську, Млинищенську, Соснівську та Тулинську сільські ради.
28 листопада 1957 року Указом Президії Верховної Ради УРСР район було ліквідовано, його територія у повному складі увійшла до складу Житомирського району.

## Населення
За результатами Всесоюзного перепису населення 1926 року на території Троянівського району мешкало 38 665 осіб. Розподіл населення за рідними мовами був наступним:
- Українська мова — 85,1 %
- Російська мова — 2,1 %
- інші — 12,8 %

Національний склад населення за даними перепису 1926 року:
| Національність | Кількість | Частка, % |
| -------------- | --------- | --------- |
| українці       | 28798     | 74,5      |
| поляки         | 6546      | 16,9      |
| німці          | 1338      | 3,5       |
| євреї          | 1076      | 2,8       |
| росіяни        | 774       | 2,0       |
| інші           | 133       | 0,3       |

За даними перепису населення СРСР 1939 року чисельність населення району становила 31 295 осіб, з них українців — 25 817, росіян — 1 734, німців — 32, євреїв — 850, поляків — 2 653, інших — 209.